# Астрал. Ночь в могиле
«Астрал. Ночь в могиле» (индон. Siksa Kubur, буквально — «Мучения в могиле») — индонезийский фильм ужасов 2024 года, режиссёром и сценаристом которого выступил Джоко Анвар.

## Сюжет
Фильм рассказывает историю Ситы и Адила — брата и сестры, которые живут со своими родителями в небольшой пекарне. Но счастливая жизнь рушится, когда их родители погибают в результате теракта, устроенного террористом-смертником. Террорист, движимый религиозным страхом перед Siksa Kubur (пыткой в могиле) верил, что действия, которые он совершает, спасут его от вечных мучений после смерти. Затем братьев и сестер отводят в комнату для задержанных, чтобы взять интервью о тех событиях. Там их видят со странной кассетой в руках а позже, когда они проигрывают кассету, слышна фраза «Siksa Kubur», сопровождаемая леденящими душу криками и тревожными звуками, которые намекают на сверхъестественные мучения.
После трагедии Ситу и Адила отправляют в школу-интернат, где они изо всех сил пытаются справиться с потерей родителей. Сита становится одержима идеей «Siksa Kubur» — наказания, которому подвергаются грешники в могиле после смерти. Решив доказать, что эта религиозная концепция — не более чем миф, она начинает искать самых грешных людей, чтобы после их смерти опровергнуть существование могильных пыток.
Спустя годы, уже будучи взрослой, Сита работает в доме престарелых, все еще поглощенная своей миссией по дискредитации концепции могильных пыток. Она начинает посещать кладбища, ища доказательства того, что происходит с умершими, особенно с теми, кого считают грешниками. По мере того, как она все глубже проникает в мир мертвых, она сталкивается со всё более тревожными и сверхъестественными явлениями. Могилы кажутся проклятыми, и духи умерших, покоящиеся в них, начинают являться ей в ужасающих формах.
Неверие Ситы в сверхъестественное постепенно ослабевает под воздействием ужасающих событий, свидетелем которых она становится. На трупах видны следы мучений, тела гротескно изуродованы, а змеи — символы проклятых — скользят во рты умерших. Несмотря на все эти переживания, Сита продолжает свои поиски, отчаянно пытаясь доказать, что идея божественного суда и тяжких пыток — выдумка.
В кульминации фильма Сита буквально ложится в могилу отъявленного грешника, чтобы узнать всю правду о загробной жизни. То, с чем она там сталкивается, гораздо страшнее, чем она могла себе представить. Душа грешника терпит ужасное наказание, а тела искажаются, разрываются на части и подвергаются нападению демонических сил. Скептицизм Ситы рушится, когда она понимает, что «Siksa Kubur» реален, и ее тоже может постичь та же участь.
В финальных сценах Сита оказывается в ловушке ужасающего, кошмарного царства, где души проклятых испытывают вечные муки. Фильм оставляет ее судьбу неоднозначной, но настоятельно подразумевает, что она сама обречена на суровые пытки из-за своего отказа от веры и неверия в загробную жизнь, а Адиль сохраняет свою веру нетронутой на протяжении всего их испытания.

## В ролях
- Реза Рахадиан — Адиль
- Кристин Хаким — Нани
- Сламет Рахарджо — Вахью Сутама; Ильхам Сутисна
- Фахри Альбар — Санджая Ариф
- Арсвенди Бенинг Свара — Панди Хакима
- Ниниек Л. Карим — Джувита Ларасати
- Джаджанг К. Ноер — Нингсих Чадиджи
- Путри Аюдья — Умая Рахмы
- Дженар Маеса Аю — Инаяха
- Фарадина Муфти — Сита
- Эги Федли — Хусейн
- Хайдар Салиш — Амар
- Ранни Рудиянти — Лани
- Арфиан Арисанди — загадочный человек

## Релиз
Фильм вышел в Индонезии 11 апреля 2024 года. В самом начале показа фильм «Siksa Kubur» посмотрел 257 871 человек, что является одним из самых высоких показателей для индонезийского фильма за день, а к концу своего релиза фильм превысил четыре миллиона просмотров, что сделало его одним из самых кассовых фильмов за всю историю существования индонезийского кинематографа. Фильм тесно конкурировал с «Dancing Village: The Curse Begins», который 14 мая набрал 3 985 278 просмотров.

## Сборы
В России фильм вышел 6 июня и собрал 271 389 $, а во Вьетнаме фильм был выпущен 31 июля и собрал 57 949 $.

## Критика
Джайанти Нада Шофа из Jakarta Globe прокомментировал фильм, сказав, что «„Siksa Kubur“ — это аккуратно выполненная работа — что-то, что довольно освежает среди потока посредственных индонезийских фильмов ужасов. Но лично я считаю, что не сцены, где женщина застревает в стиральной машине, и не финальные пытки в могиле злодея Вахью производят самое неизгладимое впечатление. Это первый акт, а именно до таймскипа. „Siksa Kubur“ может похвастаться звёздным составом с известными актерами, претендующими на лучшие второстепенные роли. В целом, первый акт „Siksa Kubur“ по-прежнему является невероятно прочной работой. Но из-за того, как хорошо он выполнен, остальная часть фильма — хотя и хорошая — кажется несколько неполной по сравнению с первым актом».

## Награды и номинации
Фильм был номинирован на такие премии как:
- «Лучший фильм» — Тиа Хасибуан (номинация)
- «Лучший режиссёр» — Джоко Анвар (номинация)
- «Лучший актёр» — Реза Рахадиан (номинация)
- «Лучшая актриса» — Фарадина Муфти (номинация)
- «Лучший актёр второго плана» — Арсвенди Бенинг Свара, Сламет Рахарджо Джарот (номинация)
- «Лучшая актриса второго плана» — Видури Путери (номинация)
- «Лучший сценарий» — Джоко Анвар (номинация)
- «Лучшая операторская работа» — Икал Танджунг (номинация)
- «Лучший звук» — Мохамад Ихсан, Анхар Моха (награда)
- «Лучшая музыка» — Аги Нароттама (номинация)
- «Лучший саундтрек» — Тони Мерл, Тиа Хасибуан, Бемби Густи (номинация)
- «Лучшая художественная постановка» — Аллан Себастьян
- «Лучший дизайн костюмов» — Моника Паска (номинация)
- «Лучший режиссёр» — Джоко Анвар (номинация)
- «Лучший актёр» — Реза Рахадиан (номинация)
- «Лучший актёр второго плана» — Сламет Рахарджо Джарот
- «Лучшая актриса второго плана» — Видури Путери